# Großer Stein von Buchholz

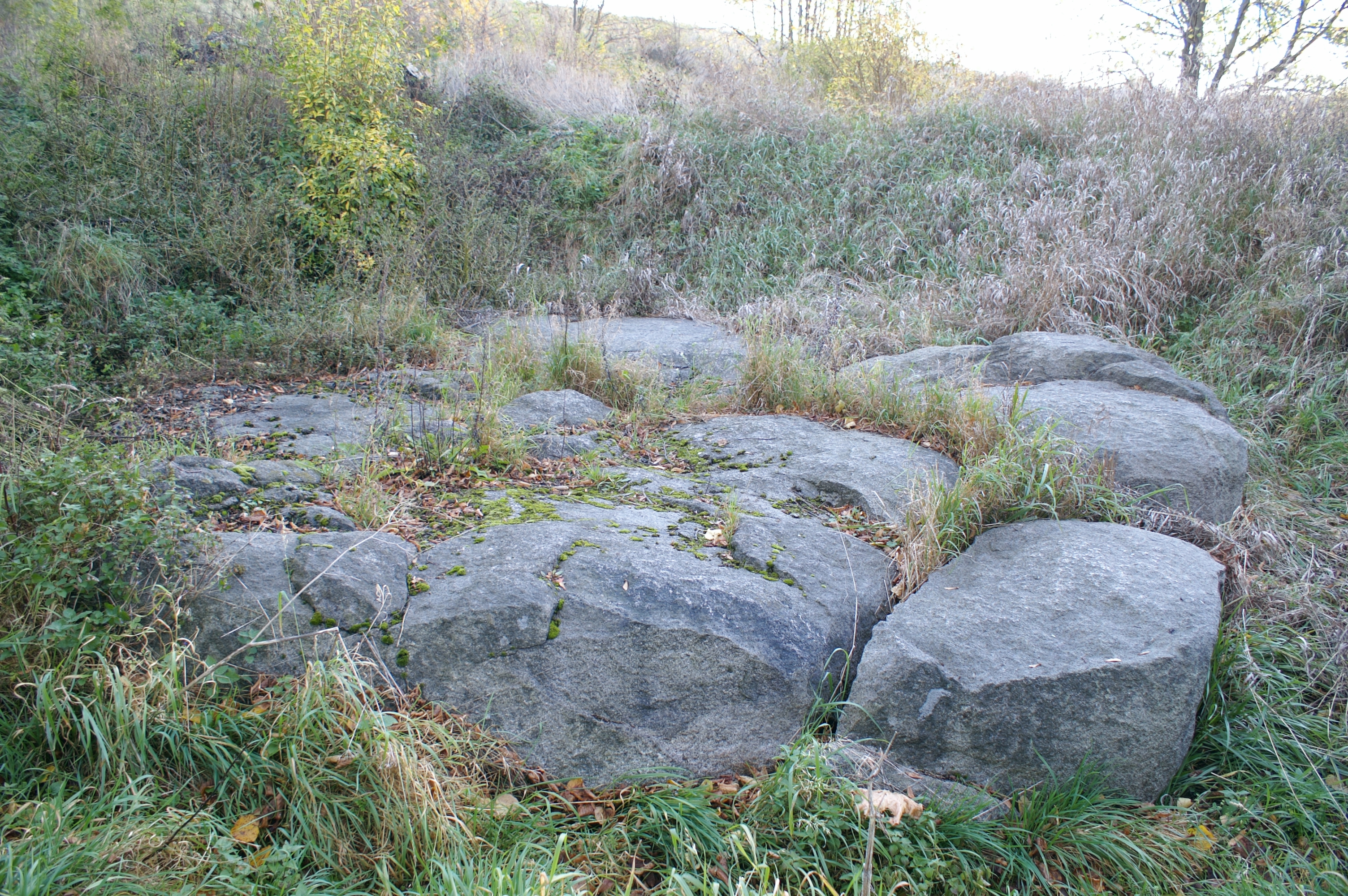
Großer Stein von Buchholz

Der Große Stein von Buchholz (Ausspracheⓘ) ist ein geschätzte 105 Tonnen wiegender Findling im Ortsteil Französisch Buchholz des Berliner Bezirks Pankow. Der Stein und das ihn umgebende Gelände stehen seit dem 22. Dezember 1931 unter Naturschutz.

## Lage
Der Stein, der an der Wende zum 20. Jahrhundert von Bauern beim Tiefpflügen entdeckt wurde, liegt ca. 1,2 Kilometer nordöstlich des alten Dorfkerns von Französisch Buchholz in unmittelbarer Nähe und unterhalb der Bucher Straße (L 1135), die von Buchholz kommend zuerst die Bundesautobahn A 114 und – nach Passieren des rechterhand am Damm liegenden Findlings – die Bahnstrecke des Berliner Außenringes überquert. Eine Verkehrsanbindung zum Naturschutzgebiet „Großer Stein von Buchholz“ besteht zwischen BAB und Bahnstrecke durch eine befestigte Abfahrt von der Dammkrone.

## Petrografie
Beim Großen Stein von Buchholz handelt es sich um ein Großgeschiebe, das während der Weichsel-Kaltzeit mit den Eismassen aus Skandinavien an seinen heutigen Lageort transportiert wurde.
Das Alter des glatt geschliffenen Findlings wird auf ca. 1400 Millionen Jahre geschätzt. Er weist eine Länge von ca. 6,50 m und eine Breite von ca. 4,50 m auf. Die Mächtigkeit konnte bislang nicht ermittelt werden, allerdings wird sein Gewicht auf ca. 105 Tonnen geschätzt.
Der Findling stellt in seiner Mineralzusammensetzung einen einheitlichen, aus einem hellen, mittel- bis grobkörnigen Granit bestehenden Block dar. Hauptbestandteile des Granit sind Feldspat, Quarz und Glimmer, er ist reich an Kieselsäure (ca. 65 bis 80 % SiO2). Weiterhin enthalten sind weißer Kalifeldspat (Orthoklas), rosafarbener Calcium-Natrium-Feldspat und in geringen Anteilen dunkler Glimmer (Biotit). Es wird angenommen, dass der Stein aus Schweden stammt.

## Geschichte
Unmittelbar nach der zufälligen Entdeckung wurde die gesamte Oberfläche des Steines freigelegt, und es zeigte sich, dass es nicht möglich sein würde, den Stein im Ganzen zu heben. So pflanzte man rund um den Findling einige Linden und machte ihn als Sehenswürdigkeit zugänglich. Am 22. Dezember 1931 wurde der Große Stein bei Buchholz durch Verordnung des Berliner Polizeipräsidenten unter Naturschutz gestellt. Die im Verlauf des 20. Jahrhunderts in unmittelbarer Nachbarschaft vollzogenen Verkehrsbaumaßnahmen führten dazu, dass der Große Stein von Buchholz aus dem  Blickfeld der Öffentlichkeit geriet. Auch deshalb liefen seit 1995 Bemühungen zur Errichtung eines „Geologischen Gartens“ an dieser Stelle. Dieser konnte, gefördert von Buchholzer Unternehmen, am 30. Mai 1999 feierlich übergeben werden, ist in den darauffolgenden Jahren aber kaum gepflegt worden.